# Bulota
Bulota (em grego medieval: βουλλωτής) era um título administrativo bizantino. Seu titular tinha como função verificar e acrescentar o selo do prefeito urbano de Constantinopla em pesos e escalas, bem como mercadorias. Foi citado no Cletorológio de Filoteu de 899. O Livro do Eparca impôs punição corporal a um tecelão de seda que impedisse a entrada em sua loja de um bulata ou mitota.